# 12. Armee (Wehrmacht)
Die 12. Armee, auch Armeeoberkommando 12 (AOK 12), war eine Kommandobehörde des deutschen Heeres während des Zweiten Weltkrieges.
Sie führte mehrere, im Laufe der Zeit wechselnde Armeekorps (AK) und einige spezialisierte Verbände, welche den Großverbänden zur Erledigung spezieller Aufgaben unterstellt werden konnten.

## Geschichte

### „Arbeitsstab Rundstedt“
Im April 1939 wurde der am 31. Oktober 1938 aus der Armee verabschiedete Generaloberst Gerd von Rundstedt als Leiter eines geheimen „Arbeitsstabs Rundstedt“ mit Generalleutnant Erich von Manstein als Chef des Stabes und Oberst Günther Blumentritt als Operationsoffizier reaktiviert, der die geplanten Angriff auf Polen (Deckname: „Fall Weiß“) vorbereiten sollte.
Am 18. August 1939 wurde ein Heeresgruppen-Stab gebildet, der pro forma die Bezeichnung „12. Armee“ trug. Am 23. August 1939 verlegte das sogenannte Armeeoberkommando 12 unter von der Leitung von Generaloberst Rundstedt nach Neisse in Oberschlesien.
Für den Angriffskrieg gegen Polen, der am 1. September 1939 begann, wurde der Führungsstab „12. Armee“ planmäßig zur Kommandostelle Heeresgruppe Süd und führte nun unter von Rundstedts Oberbefehl die 8. Armee in Niederschlesien, die 10. Armee mit Schwerpunkt in Oberschlesien sowie die 14. Armee verteilt auf Mähren und die Slowakei.

### Formierung 1939 durch Umbenennung
Am 13. Oktober 1939 wurde durch Umbenennung der bisherigen 14. Armee das Armeeoberkommando 12 gebildet und diese Kommandostelle in den Westen verlegt.
Das AOK 12 führte während des Westfeldzug und des Balkanfeldzug zwischen vier und fünf Armee-Korps.
Ab Juni 1941 fungierte die 12. Armee gleichzeitig als Oberbefehlshaber Südost. Geführt wurde der Stab bis zum 28. Oktober 1941 von Generalfeldmarschall Wilhelm List. Von Dezember 1941 bis Dezember 1942 war die 12. Armee  in Kroatien, im Militärverwaltungsgebiet Serbien und in Griechenland eingesetzt.

### Auflösung durch Umbenennung
Per 1. Januar 1943 wurde das Armeeoberkommando 12 in die Heeresgruppe E umgewandelt.
Gliederung Frankreich 1940 (Fall Rot 13.–25. Juni 1940)
- III. Armee-Korps (mot.) unter General Curt Haase
  - 3. Infanterie-Division
  - 23. Infanterie-Division
  - 52. Infanterie-Division

- XIII. Armee-Korps unter General Heinrich von Vietinghoff
  - 17. Infanterie-Division
  - 21. Infanterie-Division
  - 260. Infanterie-Division
- XXIII. Armee-Korps unter General Albrecht Schubert
  - 73. Infanterie-Division
  - 82. Infanterie-Division
  - 86. Infanterie-Division
- XVII. Armee-Korps unter General Werner Kienitz
  - 10. Infanterie-Division
  - 26. Infanterie-Division
  - SS-Polizei-Division[1]

Gliederung Balkan/Griechenland 1941 (Unternehmen Marita 6.–30. April 1941)
- XVIII. Gebirgs-Korps unter Generalleutnant Franz Böhme
  - 5. Gebirgs-Division
  - 6. Gebirgs-Division
  - 2. Panzer-Division
  - 72. Infanterie-Division
- XXX. Armee-Korps unter Generalleutnant Eugen Ott
  - 50. Infanterie-Division
  - 164. Infanterie-Division
- L. Armee-Korps unter Generalleutnant Georg Lindemann
  - 46. Infanterie-Division
- XI. Armee-Korps unter General der Infanterie Joachim von Kortzfleisch
  - 76. Infanterie-Division
  - 198. Infanterie-Division
- XXXX. Armee-Korps (mot.) unter Generalleutnant Georg Stumme
  - SS-Division „AH“
  - 9. Panzer-Division
  - 73. Infanterie-Division[2]

### Formierung 1945
Am 10. April 1945 wurde eine neue 12. Armee, nach ihrem Oberbefehlshaber Walther Wenck auch Armee „Wenck“ genannt, aufgestellt. Sie war die Armee mit den jüngsten Soldaten der Wehrmacht und als Entsatzverband eine der letzten Hoffnungen Hitlers im Kampf gegen die sowjetischen und amerikanischen Truppen, insbesondere in der Schlacht um Berlin. Sie war allerdings eher schwach bewaffnet und sollte nicht mehr direkt bis Berlin vordringen, sondern lag um den 23. April 60 km südwestlich von Berlin und hielt eine Verteidigungslinie, die von Ferch im Norden bis nach Niemegk im Süden verlief, gegen die aus Osten und Südosten vorrückenden Verbände der Roten Armee.
Zwischen dem 13. und 17. April konzentrierte sich das XXXXVIII. Panzerkorps an der Linie Halle – Saale – südlich von Merseburg, ein Angriff gegen die Brückenköpfe der 9. US-Armee bei Schönebeck und Barby am 14. und 15. April scheiterte. Am 17. April war die Verbindung mit Leipzig verloren gegangen und der Rückzug auf den Mulde-Abschnitt zwischen Wurzen und Grimma auf Dessau wurde nötig. Leipzig wurde am 19. April geräumt, der Mulde-Brückenkopf um Eilenburg am 20. April aufgegeben. Der letzte westliche Elbe-Brückenkopf bei Coswig wurde am 26. April geräumt. Nach der Besetzung Magdeburgs durch die Alliierten (1. Mai) wurde am 3. Mai die neue Linie zwischen Zerben – Nordrand Fiener Bruch – Großwusterwitz (15 Kilometer südwestlich von Brandenburg an der Havel) bezogen. Nachdem die 12. Armee am 1. Mai 1945 im Raum Treuenbrietzen die Verbindung zur 9. Armee (noch etwa 20.000 Soldaten) hergestellt hatte, erfolgte der Rückzug nach Westen in Richtung Tangermünde. Dort konnten sie die am 12. April 1945 durch eine Sprengung stark beschädigte Elbebrücke Tangermünde nur noch über einen schmalen Holzsteg, der auf den Trümmern der Brücke errichtet worden war, überqueren. Am 6. Mai gelangten viele Soldaten und Flüchtlinge dort in US-amerikanische Gefangenschaft. General Maximilian von Edelsheim begab sich in Stendal in Gefangenschaft.
Gliederung April 1945 Ostdeutschland
- Division Konitzky
- Infanterie-Division Potsdam (Oberst Erich Lorenz)
- Freikorps „Adolf Hitler“
- XXXIX. Panzer-Korps (Generalleutnant Arndt)
  - Panzer-Division Clausewitz (Generalleutnant Unrein)
  - Infanterie-Division Schlageter (Generalleutnant Heun)
  - Division Meyer
  - Kampfgruppe 84. Infanterie-Division
- XX. Armee-Korps (General der Kavallerie Koehler)
  - Infanterie-Division Ferdinand von Schill (Oberstleutnant Alfred Müller)
  - Infanterie-Division Scharnhorst (Generalleutnant Heinrich Götz)
  - RAD-Division Friedrich Ludwig Jahn (Oberst Gerhard Klein, ab 25. April Oberst Franz Weller)
  - RAD-Division Theodor Körner (Generalleutnant Frankewitz)
  - Infanterie-Division Ulrich von Hutten (Generalleutnant Blaurock, ab 14. April Engel)
  - Panzerjagd-Abteilung 3
- XXXXI. Panzer-Korps (Generalleutnant Holste)
  - Divisionsgruppe Hake (Oberst Friedrich Hake)
  - 309. Infanterie-Division
  - Reserve-Division Hamburg
  - Panzerjagd-Brigade Hermann Göring
  - 1. Panzervernichtungsbrigade „Hitlerjugend“ (Oberbannführer Kern)
- XXXXVIII. Panzer-Korps (General der Panzertruppe von Edelsheim)
  - 14. Flak-Division
  - Kampfkommandant von Halle (Generalleutnant Rathke)
  - Kampfkommandant von Leipzig (Generalmajor Hans von Ziegesar, ab dem 10. April Oberst Hans von Poncet)
  - Sturmgeschütz-Brigade 1170 (Hauptmann Hermann Böhmen)
  - Fahnenjunker-Schule für Pioniere I (West)
  - Sturmgeschütz-Brigade 243 (Hauptmann Heinz Rübig)

## Oberbefehlshaber
- Generaloberst/Generalfeldmarschall Wilhelm List – 13. Oktober 1939 bis 29. Oktober 1941
- General der Pioniere Walter Kuntze – 29. Oktober 1941 bis 2. Juli 1942
- Generaloberst Alexander Löhr – 2. Juli bis 31. Dezember 1942
- General der Panzertruppe Walther Wenck – 10. April bis 7. Mai 1945

## Bekannte Soldaten
- Hans-Dietrich Genscher
- Dieter Hildebrandt[5]
- Werner Jarowinsky[6]